# Jamaka
A Jamaka (páli: यमक -  „párok”) a théraváda irányzat által képviselt páli kánon egyik buddhista szövege, amely az Abhidhamma-pitaka részét képezi.
A Jamaka célja az, hogy eloszlassa a félreértéseket, és meghatározza pontosan a fogalmak használatát. Mivel két ellentétes irányból teszi fel a kérdéseket, ezért kapta a "Párok Könyve" elnevezést. Az első kérdéspár például így szól: "Az üdvös jelenségeknek üdvös-e mind a gyökerük is? És az üdvös gyökerekből mindig üdvös jelenségek támadnak?" A könyv 10 fejezete a gyökerek, az összetevők, az észlelési alapok, az elemek, az igazságok, a formációk, a rejtett hajlamok, a tudat, a jelenség és a képességek.

## Eredete
A hagyomány szerint az Abhidhammát a történelmi Buddha a megvilágosodása után pár évvel tanította a magasabb szintű tanítványainak. Később  megosztotta a tudását egyik legfőbb követőjével is, Száriputtával. A többi tanítványnak Száriputta adta tovább a tanítást. Ez a hagyomány egyértelműen kiderül a Vinaja-pitaka legutolsó könyvéből, a Parivárából (Függelék).
Azonban egyes tudósok az Abhidhamma megírását az i.e. 3. század környékére helyezik, azaz a Buddha halála után 100-200 évvel. Emiatt ők azon a véleményen vannak, hogy a mű nem a Buddha szavait, sokkal inkább a tanítványai szavait adják vissza.  A bristoli egyetem egyik professzora, Dr Rupert Gethin, szerint azonban az Abhidhamma módszerének fontos elemei valóban a Buddha idejéből valók.
Mivel ez a könyv volt a páli kánon legutolsó fő része, ezért a keletkezésének a története meglehetősen szövevényes. A Mahaszangika valamint több másik iskola sem fogadta el a kánon részeként. Voltak iskolák, amelyek viszont az Abhidhamma-pitakába helyezték a Szutta-pitaka 5. gyűjteményét, a Khuddaka-nikáját. Az Abhidhamma páli verziója szigorúan a hínajána iskola részét képezi, amely különbözik más buddhista iskolákétól. A korai iskolák nem jutottak egyezségre a különböző Abhidhamma filozófiákat illetően. A korai buddhizmussal ellentétben az Abhidhamma megjelenésekor már egymástól eltérő irányzatok léteztek. A páli kánon legkorábbi szövegei nem említik az Abhidhammát. Az Első buddhista tanácskozás sem tesz említést az Abhidhammáról, viszont a másik két pitakáról (Vinaja és Szutta) igen.

## Részei
A Jamaka részei:
1. gyökerek
2. összetevők (szkandha)
3. észlelési alapok (sadájatana)
4. elemek
5. igazságok
6. formációk
7. rejtett hajlamok
8. tudat (szankhára)
9. jelenség
10. képességek (indrija)